# La Guerra en Casa
La guerra en casa (inglés: The War at Home) es una comedia de situación que se emite en los Estados Unidos en la cadena Fox. La serie seguía las vicisitudes de una familia disfuncional de Nueva York. La serie se emite en España en Neox y TNT.

## Trama
La serie muestra la vida cotidiana del matrimonio entre Dave y Vicky y sus tres hijos en Long Island, en Nueva York. Dave es un vendedor de seguros judío de clase media. En ocasiones se muestra como un machista paranoico, sobreprotector e hipócrita y su familia (especialmente su hijo Larry) tienen que soportar sus constantes pullas. 
Vicky, la mujer de Dave, es una atractiva diseñadora de interiores católica. Generalmente asume una postura de sentido común, y pasa todo el tiempo enfrentándose a la conducta irracional de Dave, pero cuando se le lleva la contraria puede volverse bastante irracional.
De sus tres hijos la mayor es Hillary (Kaylee DeFer), una típica adolescente de 17 años que normalmente se comporta descaradamente, intentando ocultar sus errores y su desobediencia a sus padres. El segundo de los tres hijos es Larry (Kyle Sullivan), un excéntrico y simplón adolescente con tendencia a estallidos emocionales. Larry a menudo se ve con su mejor amigo Kenny (Rami Malek).  El hijo más pequeño, Mike, de 14 años (Dean Collins), debe enfrentarse a situaciones como la masturbación, las primeras citas, y las apuestas encubiertas.
Uno de los elementos de la serie es que a menudo rompe la trama e introduce un breve segmento en el que los personajes expresan al espectador lo que piensan en ese momento, a menudo de forma cómica.

## Reparto
- Michael Rapaport como David "Dave" Gold.
- Anita Barone como Vicky Gold.
- Kyle Sullivan como Lawrence "Larry" Gold.
- Kaylee DeFer como Hillary Gold.
- Dean Collins como Michael "Mike" Gold.
- Rami Malek como Kenneth "Kenny".
- Richard F. Whiten como Omar.

## Homosexualidad
Quizás debido a las críticas que recibió el personaje principal (Dave), debido a su homofobia (aunque irónicamente, el creador de la serie, Rob Lotterstein es gay), en el episodio Salir del Armario del 4 de enero de 2007, Dave descubre la homosexualidad de Kenny y se muestra protector hacia él, animándole a salir del armario. En Estados Unidos, el episodio cerró con Michael Rapaport, Rami Malek y Kyle Sullivan fuera de sus personajes hablando sobre The Trevor Project, un servicio de prevención del suicidio y ayuda a los homosexuales frente a la homofobia.
La serie también contrató a la actriz bisexual Tila Tequila para que hiciera un cameo en la última temporada.

## Recepción
La serie sido comparada con la serie Los Simpson.
Tenía varias similitudes con otra comedia de situación de la Fox, Matrimonio con Hijos, pero al contrario que ésta La Guerra en Casa no era tan agridulce.

### Respuesta de los críticos
La serie fue un fracaso por parte de los críticos, recibiendo 28/100 en Metacritic, pero recibió aclamación por parte del público en la segunda temporada e incluyó el premio Humanitas Prize y una nominación al GLAAD Award por "Outstanding Comedy Series".

### Rankings
| Temporada | Temporada | Episodios | Primera emisión    | Última emisión | Espectadores (en millones) | Ranking |
| --------- | --------- | --------- | ------------------ | -------------- | -------------------------- | ------- |
| 1         | 2005–06   | 22        | Septiembre de 2005 | Abril de 2006  | 7.2                        | #82     |
| 2         | 2006–07   | 22        | Septiembre de 2006 | Abril de 2007  | 4.9                        | #118    |

### Premios
| Año  | Premio              | Categoría                       | Episodios                         | Ref.   |
| ---- | ------------------- | ------------------------------- | --------------------------------- | ------ |
| 2006 | Art Directors Guild | TV - Multi-Camera John Shaffner | Pilot                             | [ 8 ]  |
| 2006 | Teen Choice Awards  | TV - Choice Comedy/Musical Show | —                                 | [ 9 ]  |
| 2006 | Teen Choice Awards  | Michael Rapaport                | —                                 | [ 9 ]  |
| 2006 | Teen Choice Awards  | Anita Barone & Michael Rapaport | —                                 | [ 9 ]  |
| 2007 | Premio Humanitas    | Rob Lotterstein                 | "Kenny Doesn't Live Here Anymore" | [ 4 ]  |
| 2007 | Young Artist Award  | Dean Collins                    | —                                 | [ 10 ] |
| 2008 | GLAAD Media Awards  | TV - Outstanding Comedy Series  | —                                 | [ 5 ]  |
| 2008 | Young Artist Award  | Dean Collins                    | —                                 | [ 11 ] |